# Херман IV фон Шьонбург
Херман IV фон Шьонбург (на немски: Hermann IV con Schönburg; † 1301) е господар на Шьонбург.

## Произход
Той е най-големият син на Фридрих I фон Шьонбург († 1291) и съпругата му Агата фон Колдитц. Внук е на Херман III фон Шьонбург († сл. 1238) и съпругата му Гертруд фон Каменц († сл. 1218), леля на Бернхард фон Каменц, епископ на Майсен (1293 – 1296). Леля му Агата фон Шьонбург († сл. 1247) е съпруга на Гюнтер фон Кримитцшау († сл. 1247). Брат е на Фридрих II фон Шьонбург „Стари“ († пр. 1299/1300), Фридрих III фон Шьонбург († 1310), Дитрих I фон Шьонбург († пр. 1297), Хайнрих I фон Шьонбург († пр. 1309) и Агата фон Шьонбург († пр. 1282), омъжена за Бохуслав II фон Ризенбург († пр. 1282).
До днес съществуват клоновете Шьонбург-Валденбург, Шьонбург-Хартенщайн като Шьонбург-Глаухау.

## Фамилия
Херман IV фон Шьонбург се жени за София фон Лобдебург, дъщеря на Ото IV фон Лобдебург-Арншаугк († 1289) и фон Шварцбург-Бланкенбург, дъщеря на Гюнтер VII фон Шварцбург-Бланкенбург († 1275/1278) и София фон Орламюнде († 1268). Те имат две деца:
- Фридрих (Фриц) IV фон Шьонбург-Кримитцшау-Щолберг († сл. 1347/1363), женен за Агнес фон Китлитц († пр. 25 април 1369); имат седем деца
- Кунигунда фон Шьонбург († сл. 1317), омъжена за Йохан фон Зенфтенберг († сл. 1312)